# DRIV3R
DRIV3R（読み方はDriver3）は、アタリから発売されているカーアクションゲームソフト。
「Driver 潜入!カーチェイス大作戦」、「Driver 2」に続くシリーズ第3作目で、日本ではPlayStation 2用ソフトが2004年10月28日、PC日本語版がライブドアから2005年9月2日に発売された。
発売当初のコンピュータエンターテインメントレーティング機構によるレーティングは「18歳以上対象」であったが、規制の見直しによって2006年5月31日以降「18歳以上のみ対象」へと変更になった。

## 概要
主人公のFBI特別捜査官ターナーは高級車窃盗団を調査・壊滅させるため、ドライバーとして潜入する。
優れたドライビング・テクニックを活かし、マイアミ、ニース、イスタンブールと「仕事」を遂行してゆく。
「アンダーカバー（ミッション）」モードと「フリーライド」モード、「ドライビングゲーム」モードがある。
自由度が比較的高く、車を盗んだり、街を自由に走ったり、通行人を轢いてしまう事も可能。
ゲーム内容はGTAに似ている。どちらも「犯罪」の世界を描いているが違いがある。GTAは自動車窃盗が主になっていてテーマは「盗む・強盗」、DRIVERは運び屋が主になっていてテーマは「ドライビング・逃走（追走）」。

## 舞台
- マイアミ、ニース、イスタンブールの3つの都市でストーリー進行により移ることになる。
- 実際の街が再現されている。

## 登場人物

### 警察官
ターナー
主人公。ナスカーのプロ・ドライバーを経て、NYPDとシカゴ市警察の刑事として活躍し、FBIに手腕を買われ、特別捜査官となる。今作では、高級車窃盗団に潜入捜査をすることになる。ストーリーの最後にヒットマンのジェリコに撃たれ意識不明の重態となるが命をとりとめ復職する。続編でも主人公を務める。
トビアス・ジョーンズ
ターナーの相棒であり友人でもある刑事巡査。黒人男性。続編 にも登場。

### 犯罪者
カリタ
自動車窃盗団「サウスビーチ」のリーダーである女性。ストーリー中盤で、ターナーに逮捕される。
バッカス
サウスビーチのメンバーである男性。組織のドライバー役である。
ジュリコ
ギャング組織の「ソロモン・ケイン」のボディーガード。ターナーをイスタンブールで銃撃したが逮捕、起訴される。続編ではマフィアのボスとして登場する。

## 乗り物
70種類以上登場する。モーターボートにも乗れるようになっている。
登場する自動車に名前はつけられていないが、フォード・マスタング、ポンティアック・トランザム、シトロエンCX、ランボルギーニ・カウンタックと思しき車両が登場する。
ゲームパッケージのカバーアートでは運転席からベレッタM92を発砲しているが、ゲーム中運転時に武器は使用できない。特定ミッションでのみ、助手席の人間が銃を持つという形で運転しながら発砲することができる。また、モーターボートに乗っている時には一部の武器に限り発砲できる。

## 要素
3種類の街を自由に駆け回ることができる。
警察も存在し、法に触れるような事をすると追跡される。逃げる事でカーチェイスも可能である。障害物に衝突すると車は壊れていく。

### リプレイ編集
このゲームでは過去3分間までのプレイ記録を残す機能があり、このリプレイのカメラアングル等を編集して自分好みの映像に仕上げることができる。このゲーム最大の特徴とも言われる。スローモーションやモーションブラーなどの特殊効果を入れることも可能となっている。
過去にはアタリジャパンDRIV3R公式サイトで自作リプレイを募集し、コンテストを行ったこともある。

## 登場する武器
- H&K USP
- ベレッタM92
- ベレッタM92（減音器付き）
- H&K MP5
- フランキ・スパス12
- UZI
- Mac M11
- M16
- M79 グレネードランチャー